# Leptotarsus (Leptotarsus) clavatus
Leptotarsus (Leptotarsus) clavatus is een tweevleugelige uit de familie langpootmuggen (Tipulidae). De soort komt voor in het Australaziatisch gebied.